# Dziewięciokrotnik częstotliwości
Dziewięciokrotnik częstotliwości – magnetyczny mnożnik do zwielokrotniania częstotliwości sygnału zasilającego. Posiada liczne zalety, takie jak prostota budowy, pewność ruchu, symetryzacja obciążeń jednofazowych oraz stosunkowo niskie koszty. Znajdował liczne zastosowanie głównie w układach zasilających indukcyjne elementy grzejne w przemyśle metalowym, w układach zasilania szybkoobrotowe silniki asynchroniczne, ozonatory, źródła światła oraz podzespoły automatyki. 

## Działanie
Działanie dziewięciokrotnika częstotliwości opiera się na wykorzystaniu dziewiątej harmonicznej odkształconego strumienia głównego w obwodach magnetycznych o swobodnych drogach powrotnych. Poprzez dobór proporcji zwojów i połączeń uzwojenia pierwotnego dziewięciokrotnika uzyskuje się w jego obwodzie magnetycznym dziewięciofazowy układ symetryczny pierwszej harmonicznej indukcji. Ze względu na nieliniową charakterystykę magnesowania, przy trójprzewodowym układzie zasilania, strumienie magnetyczne w rdzeniach są odkształcone i dziewiąte harmoniczne indukcji tworzą układy kolejności zerowej. Szeregowe połączenie uzwojeń strony wtórnej mnożnika zapewnia eliminację w napięciu wyjściowym harmonicznych, które nie są wielokrotnością 9.